# Mosty (obwód lwowski)
Mosty (ukr. Мости́) – wieś na Ukrainie w rejonie lwowskim (wcześniej w rejonie gródeckim) należącym do obwodu lwowskiego. Obejmuje również obszar dawnego Dniestrzyka, położonego na południe od wsi za Dniestrem.
W II Rzeczypospolitej wieś należała do powiatu rudeckiego w województwie lwowskim. W 1931 r. liczyła prawie 540 mieszkańców, wśród których Polacy stanowili prawię połowę. W 1944 r. nacjonaliści ukraińscy z OUN – UPA zamordowali tutaj 13 Polaków, rabując polskie zagrody.